# Blidsberg
Blidsberg is een plaats in de gemeente Ulricehamn in het landschap Västergötland en de provincie Västra Götalands län in Zweden. De plaats heeft 536 inwoners (2005) en een oppervlakte van 87 hectare.

## Verkeer en vervoer
Bij de plaats loopt de Riksväg 46.